# Great White Fleet

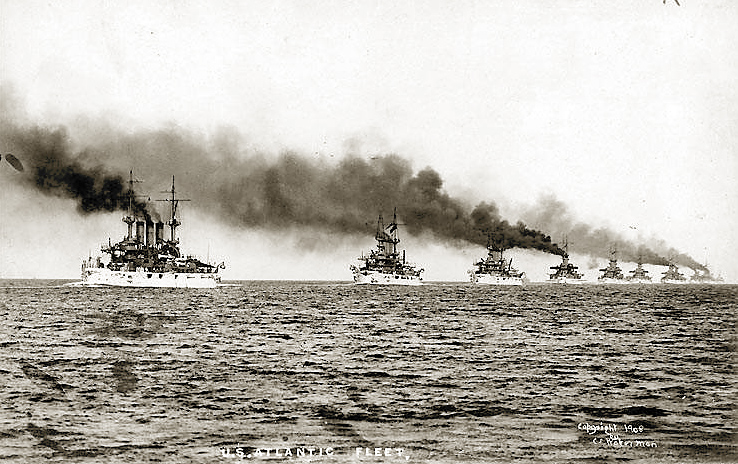
Een deel van de Great White Fleet bij vertrek

De Great White Fleet was de populaire bijnaam van een vloot van de Amerikaanse marine die tussen 16 december 1907 en 22 februari 1909 de wereld rondvoer in opdracht van de Amerikaanse president Theodore Roosevelt. De vloot bestond uit zestien slagschepen die in twee squadrons voeren. President Roosevelt wilde de kwaliteit van zijn slagschepen en de operationele vaardigheden ver van huis van zijn marine testen. Maar vooral wilde hij de 
wereld de macht van de Verenigde Staten tonen, mede met het doel overzeese gebieden te beschermen en verdragen af te dwingen. 

## Achtergrond
In de 19e eeuw was het vrij normaal dat een vloot een ander land bezocht, bijvoorbeeld ter viering van de verjaardag van een bevriende monarch. Het was een belangrijk onderdeel van het groeiende nationalisme. De verschillende marineschepen groeiden in grootte en werden steeds vaker van staal gemaakt. De Verenigde Staten begonnen deel te nemen aan deze evenementen toen president Roosevelt een Duits squadron van Keizer Wilhelm II uitnodigde voor een beleefdheidsbezoek aan New York. Uitnodigingen aan de Verenigde Staten om deel te nemen aan vieringen in het Verenigd Koninkrijk, Frankrijk en Duitsland volgden. Eerder tijdens de Internationale conventie te Algeciras in 1905, waar een diplomatiek conflict over het lot van Marokko tussen Frankrijk en Duitsland werd beslecht, hadden de Verenigde Staten een eskader van acht slagschepen naar de Middellandse Zee gestuurd.
President Roosevelt wilde met de reis van de Great White Fleet de toenemende macht van de Verenigde Staten op het wereldtoneel tonen. De boodschap was deels gericht tot Japan. Japan had in 1905 de Russische vloot bij Tsushima vernietigd. Na de goede afloop van de Spaans-Amerikaanse Oorlog voerden de Verenigde Staten het bewind over Guam, de Filipijnen en Puerto Rico, en feitelijk ook over Cuba en de Dominicaanse Republiek. President Roosevelt wilde Tokio de boodschap sturen dat de Verenigde Staten in staat waren hun belangen in de Grote Oceaan te verdedigen.

## Reis

De reis van de Great White Fleet

Aan boord van de 16 schepen bevonden zich 14.000 manschappen. In een periode van 14 maanden legde de Great White Fleet 80.000 kilometer af en deed 26 havens op 6 continenten aan. De vloot stond onder het gezag van viceadmiraal Charles S. Sperry. De vloot begon zijn reis in Sewells Point, Hampton Roads, Virginia, en voer daarna via Trinidad, Rio de Janeiro (Brazilië), Punta Arenas (Chili), Callao (Peru), Bahía Magdalena (Mexico) naar San Francisco (Californië). Op dat moment was het Panamakanaal nog niet gereed, waardoor er om Zuid-Amerika heen gevaren moest worden.
Vanuit San Francisco zette de vloot in juli 1908 verder koers richting Honolulu (Hawai), Auckland (Nieuw-Zeeland), Sydney en Melbourne (Australië), Manilla (Filipijnen), Yokohama (Japan), Colombo (Ceylon) en Suez (Egypte). Terwijl de vloot zich in Egypte bevond kwam er het nieuws over een aardbeving op het Italiaanse Sicilië. De vloot zette koers richting Italië waar werd deelgenomen aan het reddingswerk en waar de lichamen van de Amerikaanse consul en zijn vrouw aan boord werden genomen. Vervolgens voer de vloot verder via Napels (Italië) en Gibraltar naar het oorspronkelijke vertrekpunt Hampton Roads waar president Roosevelt de vloot opwachtte.

## Naslagwerken
- (en)  Have to Follow You Home!: The Triumph of the Great White Fleet. Auteur: Mark Albertson. Uitgever: Tate Publishing & Enterprises LLC, Mustang, Oklahoma, 2007, ISBN 978-1-60462-145-7
- (en)  The Great White Fleet: Its Voyage Around the World, 1907–1909. Auteur Robert A. Hart, 1965
- (en)  Theodore Roosevelt and the Great White Fleet: American Sea Power Comes of Age. Auteur K. Wimmel, 1998, ISBN 978-1574882391